# Беналья, Ренато
Рена́то Бена́лья (итал. Renato Benaglia; 24 марта 1938, Валеджо-суль-Минчо, Венеция — 1 февраля 2023, Флоренция) — итальянский футболист и футбольный тренер, играл на позиции полузащитника.

## Биография

### Игровая карьера
Начинал игровую карьеру в клубе «Фано». В 1959 году перешёл в «Фиорентину», в составе которой играл два сезона. В составе «фиалок» он выиграл Кубок Италии в 1961 году и Кубок обладателей кубков УЕФА, но в двухматчевом противостоянии с шотландским клубом «Рейнджерс» он не играл.
Следующим клубом в его карьере стала «Катания», в составе которой отыграл два сезона, сыграл 63 матча и забил 4 гола. Затем он вернулся в «Фиорентину» и играл за «фиалок» два сезона. За эти два сезона он сыграл 42 матча и забил 2 гола. Летом 1965 года перешёл в «Рому» в рамках сделки по обмену на Джанкарло Де Систи. В составе «Ромы» он играл в течение одного сезона, регулярно появляясь в основном составе. Завершил игровую карьеру в клубе «Виченца» в возрасте 30 лет.

### Тренерская карьера
Возглавлял несколько команд среди которых были «Витербезе» и «Гроссето».

### Смерть
Скончался 1 февраля 2023 года в возрасте 84 лет.